# Řády, vyznamenání a medaile Gruzie

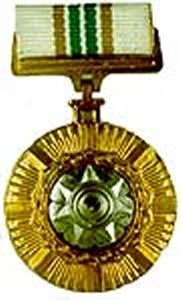
Medaile Za vojenskou odvahu

Řády, vyznamenání a medaile Gruzie jsou řády, státní vyznamenání a medaile, které jsou udíleny gruzínskou vládou za vynikající úspěchy v národní obraně, ve vylepšování života ve státě a za rozvoj demokracie a lidských práv.
Jednotlivé řády mohou být uděleny občanům Gruzie, cizím státním příslušníkům nebo lidem bez státní příslušnosti v závislosti na řádovém statutu. Státní vyznamenání mohou být udělena i posmrtně.
Většina z gruzínských státních vyznamenání byla založena roku 1992. O šest let později, v roce 1998, byl založen Řád zlatého rouna. Další dva řády, Řád národního hrdiny a Vítězný řád svatého Jiří, byly založeny roku 2004. Další řády byly založeny roku 2009, včetně ženského Řádu královny Tamary.
Platný gruzínský zákon o Gruzínských státních vyznamenání rozlišuje dvanáct vyznamenání: Řád národního hrdiny, Vítězný řád svatého Jiří, Řád Davida IV. Stavitele, Řád královny Tamary, Prezidentský řád znamenitosti, Řád svatého Mikuláše, Řád zlatého rouna, Řád Vachtanga Gorgasaliho, Řád cti, Medaile Za vojenskou odvahu, Medaile Vojenské cti a Medaile cti.
Gruzínská vyznamenání jsou udílena výhradně za konkrétní zásluhy, výroční vyznamenání či vyznamenání za délku služby gruzínský systém nezná. Gruzínští občané, kteří získali státní vyznamenání, mají nárok na jednorázovou peněžní odměnu, jejíž výše se u jednotlivých vyznamenání liší.

## Státní a vojenské vyznamenání
| Stuha | Název v češtině               | Název v gruzínštině                         | Datum založení    |
| ----- | ----------------------------- | ------------------------------------------- | ----------------- |
|       | Řád národního hrdiny          | ეროვნული გმირის ორდენი                      | 24. června 2004   |
|       | Vítězný řád svatého Jiří      | წმინდა გიორგის სახელობის გამარჯვების ორდენი | 24. června 2004   |
|       | Řád Davida Stavitele          | დავით აღმაშენებლის ორდენი                   | 24. prosince 1992 |
|       | Řád královny Tamary           | თამარ მეფის ორდენი                          | 31. července 2009 |
|       | Prezidentský řád znamenitosti | ბრწყინვალების საპრეზიდენტო ორდენი           | 31. července 2009 |
|       | Řád svatého Mikuláše          | წმინდა ნიკოლოზის ორდენი                     | 31. července 2009 |
|       | Řád zlatého rouna             | ოქროს საწმისის ორდენი                       | 26. července 1998 |
|       | Řád Vachtanga Gorgasaliho     | ვახტანგ გორგასლის ორდენი                    | 24. prosince 1992 |
|       | Řád cti                       | ღირსების ორდენი                             | 24. prosince 1992 |
|       | Medaile Za vojenskou odvahu   |                                             | 24. prosince 1992 |
|       | Medaile Vojenské cti          |                                             | 24. prosince 1992 |
|       | Medaile cti                   |                                             | 24. prosince 1992 |